# Paul Paillole
Paul Paillole, né le 18 novembre 1905 à Rennes et mort le 15 octobre 2002 à Paris, est un officier des services spéciaux de renseignements français. 
Entre 1935 et 1945, il fut à la tête du contre‑espionnage militaire jusqu’à la guerre puis dans la clandestinité.

## Un militaire de carrière avant-guerre
Pupille de la Nation, Paillole fait des études secondaires au lycée Thiers de Marseille, annexe Saint-Charles, avant de s'engager le 1er octobre 1925. Saint-cyrien de la promotion « Maroc et Syrie » (1925-1927), il est affecté avec le grade de sous-lieutenant au 17e régiment de tirailleurs algériens en octobre 1927, puis au 21e RTA le 1er janvier 1929. Promu lieutenant le 1er octobre 1929, il est admis à l'école des officiers de gendarmerie de Versailles le 7 octobre 1930, avant d'être affecté comme stagiaire au 7e régiment de chasseurs, le 1er avril 1931.
Le 21 novembre 1935, Paillole rejoint l'administration centrale du ministère de la Guerre et obtient le grade de capitaine le 25 juin 1936. Il est alors affecté au 2e bureau, service SR-SCR (SR : service de renseignement, SCR : service de centralisation du renseignement et de contre-espionnage), dirigé par le colonel Rivet. 
Il est responsable à la section allemande succédant au commandant de Robien, sous les ordres du lieutenant-colonel Guy Schlesser. Dès 1937, Schlesser et Paillole réorganisent le contre-espionnage à la veille de la guerre : la directive ministérielle 1800 définit les attributions en matière de contre-espionnage, constitue dans chaque région militaire un bureau de centralisation de renseignements et organise le contre-espionnage préventif de l’armée. Ce sont les premières mesures de protection du secret militaire. L’effort de protection porte également sur le plan judiciaire. 
Le 3 octobre 1939, il est versé au 5e bureau de l'état-major de l'armée.

## Reconstruire les services spéciaux, 1940-1942
Le 21 juillet 1940, Paillole est mis administrativement en congé à la suite de l'armistice. Toutefois, le 24 juin 1940, près d’Agen, dans la cour du séminaire de Bon-Encontre, le colonel Rivet, le capitaine Paillole et les cadres du contre-espionnage font serment de poursuivre dans la clandestinité la lutte contre les services spéciaux ennemis. Ils bénéficient de l’appui du général Weygand pour réaliser les structures adaptées à cette lutte :
- les Travaux Ruraux (avec l’appui du génie rural), couverture du contre-espionnage clandestin offensif, sous la direction de Paul Paillole, alias M. Perrier (Philippe Perrier) ;
- le Bureau des menées antinationales (BMA), admis par la convention d’armistice, censé assurer la protection de l’armée : dans chaque région militaire de zone libre, le bureau officiel MA camoufle deux postes clandestins, le poste SR et le poste TR ;
- le SR Guerre, dirigé par le lieutenant-colonel Perruche, s’installe à Royat ;
- le SR Air clandestin sous les ordres du colonel Georges Ronin.

Paillole anime, de l’automne 1940 à août 1942, depuis Marseille, un service de lutte contre les services ennemis et les « agents de l'étranger », surnommé « la Centrale » ou « Cambronne ».
En zone nord, les services de Paillole font du renseignement contre l'occupant, ce qui les amène à coopérer avec certains groupes de résistants. En zone sud, ces mêmes services traquent les espions de l'Axe, mais aussi les « dissidents », présentés comme agents « anglais » ou « gaullistes ». Après la guerre, Paillole cite ses embryons de réseaux militaires en zone occupée comme précurseurs de la Résistance et affirme avoir protégé la naissance de certains mouvements : il n'aurait fait arrêter en zone sud que des agents grillés. Il aurait également couvert la fuite de résistants (tel Roger Wybot, dont l'évasion aurait été permise par Robert Blémant sous l'autorité de Paillole) ou d'hommes de l'Intelligence Service.
Depuis Saint-Cyr, Paillole est un ami d'Henri Frenay. En zone libre, Maurice Chevance assure une liaison théorique entre les TR et le Mouvement de libération nationale. En zone occupée, des officiers de Paillole et de Ronin subventionnent Les Petites Ailes de France, Combat Zone Nord, le réseau Hector.
Selon l'exploitation d'archives du contre-espionnage français saisies par les Allemands en 1943, capturées par les Soviétiques en 1945 et rendues à la France en 1994 (le « Fonds de Moscou » du SHD), ses services ont opéré une action antiallemande et anticollaborationniste en zone occupée, ainsi qu'une traque anticommuniste (le pacte germano-soviétique a duré du 23 août 1939 au 22 juin 1941) et antigaulliste en zone libre.
À partir des documents récupérés, il ressort que l'adversaire prioritaire des BMA était l’Abwehr : parmi les 688 suspects arrêtés pour faits d'espionnage, 264 condamnations ont été prononcées dont 194 concernant des personnes travaillant pour l'Allemagne, parmi lesquelles 30 agents de l’Abwehr sont condamnés à mort. Mais, parallèlement à ces activités de contre-espionnage, le BMA collecte également, par le biais des TR, des renseignements sur les « menées antinationales » de partis ou d'organisations particulièrement ciblées comme le Parti communiste, les partis collaborationnistes et les milieux gaullistes. Ces renseignements peuvent conduire à des arrestations et à des condamnations : de janvier 1941 à juin 1942, il y a 173 condamnations de gaullistes et 443 de communistes dont une dizaine de condamnations à mort,.
Selon plusieurs sources, Paillole serait responsable du démantèlement du réseau Azur de Marseille, en octobre 1941,,,,. Cependant, Paul Paillole s'en est toujours défendu car la responsabilité en incombait à la ST qui avait seule le pouvoir de police.
Le 25 décembre 1941, Paillole est promu chef d'escadron.
En août 1942, après la dissolution du BMA sous la pression des autorités allemandes, Paillole prend la tête du Service de sécurité militaire (SSM), créé par le colonel Rivet.

## Actions clandestines à Alger, 1942-1944
En novembre 1942, les Allemands envahissent la zone libre. Paillole, recherché par les Allemands, s'évade par l'Espagne, rejoint Londres, où il rencontre le colonel Passy, chef du BCRA, puis Alger en janvier 1943. Le 1er mars 1943, à la suite du départ du lieutenant-colonel Chrétien qui était jusque-là responsable du contre espionnage d'Afrique du Nord depuis mars 1941, Paillole supprime le service et conserve une direction unique pour la France et l'Empire. Il exerce ensuite des responsabilités au sein des services spéciaux du Général Henri Giraud. Depuis Alger, il dirige les actions de Marcel Taillandier, chef du réseau Morhange, bras armé du contre-espionnage à Toulouse. Paillole organise alors, entre l’Afrique du Nord et Ramatuelle (Var), des transports d'agents et de matériel à bord de sous-marins.
Directeur de la Sécurité militaire basé à Alger, Paillole conserve la haute main sur les TR, adapte les structures de son service, et participe aux opérations menées par les Forces françaises et alliées jusqu’à la libération de la France: campagnes de Tunisie, d’Italie et de Corse, participation aux opérations d’intoxication préalables au débarquement, notamment l'Opération Force A et l'Opération Fortitude, qui visait à tromper l'ennemi sur l'ensemble des projets de débarquement alliés en Europe.

## Préparation du débarquement allié (1944)
Paul Paillole a été le premier officier français associé, sous le sceau du secret, à la préparation du débarquement de Normandie. Le 15 avril 1944, le SHAEF (Supreme Headquarters Allied Expeditionary Force), le quartier général des forces alliées en Europe nord-occidentale commandé par le Général Dwight Eisenhower, demande au président du Comité français de Libération nationale (CFLN), chef des armées, d’avoir la participation de Paul Paillole et du service de sécurité militaire SSM aux missions de sécurité et de Contre Espionnage dans les territoires qui doivent être libérés.
Paul Paillole part à Londres le 7 mai 1944. Il y rencontre les chefs des bureaux du SHAEF le général Bedell-Smith avec le colonel Menzies de l’IS et est mis sous le sceau du secret de la date du débarquement. Il établit avec le colonel Scheen chef du 2e bureau du SHAEF des accords fixant les attributions respectives des services de sécurité alliés et français après le débarquement, en particulier la responsabilité des activités de contre espionnage est attribuée à l’autorité militaire française (SSM), des officiers de Contre Espionnage de liaison représentant le SHAEF sont attachés aux bureaux de sécurité militaire et des détachements des services SM TR sont affectés aux grandes unités alliées.
Ces accords ont contribué à éviter ainsi que la France ne devienne un territoire administré par l'AMGOT, le gouvernement militaire allié.
Rentré en France, Paillole quitte le service actif en novembre 1944 avec le rang de lieutenant-colonel.

## Après la Seconde Guerre mondiale
Le nom du colonel Paillole est associé à une liste de 96 492 personnes suspectées d'avoir collaboré avec l'occupant nazi (« individus suspects ou douteux qui doivent faire l’objet d’une enquête approfondie »). Cette liste, dont l'origine est peu claire, est demeurée entre des mains privées. Elle n'a pas fait l'objet d'analyses critiques, et la version publiée ne comporte pas de notes ni de sources précises. Son exhaustivité est notamment sujette à caution : les proportions des membres de différentes organisations dans la liste sont très éloignées de celles établies par la recherche historique,. 
En 1953, Paillole fonde, avec ses compagnons, l'Amicale des Anciens des Services spéciaux de la Défense nationale (AASSDN). Le 30 septembre 1955, il est promu au grade de colonel.
Paillole occupe alors d’importantes fonctions dans l’industrie et assure plusieurs mandats de maire de sa commune, La Queue-les-Yvelines. Il dirige aussi le théâtre de Marie Bell, ancienne H.C. (honorable correspondante) du Service. Auprès du ministre Edmond Michelet, il obtient les premiers statuts d’intermittents du spectacle.[réf. nécessaire]
En 1975, les mémoires de Paillole, Services spéciaux 1935-1945, reçoivent le grand prix Vérité. Certains résistants victimes de la répression des BMA, tel Toussaint Raffini, ont protesté contre le manque de rigueur de cette présentation hagiographique des services spéciaux de Vichy.
À travers ses ouvrages (Services spéciaux 1935-1945, Notre espion chez Hitler, L’homme des services secrets) et par la création de l’AASSDN, Paul Paillole a contribué à expliquer l’action historique des services spéciaux entre 1935 et 1945, à entretenir la mémoire de ses agents morts pour la France et à rendre hommage à leur action.
Les archives de l'AASSDN peuvent être consultées au Service Historique de la Défense (Fort de Vincennes), de même les archives du contre-espionnage français saisies par les Allemands et restituées par la Russie, le « fonds de Moscou ».

## Décorations
- Officier de la Légion d'honneur
- Croix de guerre 1939–1945
- Médaille de la Résistance française (31 mars 1947)[25]
- Officier de la Légion du Mérite (États-Unis)
- Ordre de l'Empire britannique à titre militaire (Royaume-Uni)
- Croix de guerre (Luxembourg)
- Médaille de la Résistance polonaise en France (Pologne)

### Œuvres
- Services Spéciaux (1935-1945), Paris, Éditions Robert Laffont, 1975
- Notre espion chez Hitler, Paris, Éditions Robert Laffont, 1985
- L’homme des services secrets : Entretiens avec Alain-Gilles Minella, Paris, Éditions Julliard, 1995
- (en) Fighting the Nazis: French Military Intelligence and Counterintelligence

### Archives
- Fonds privé colonel Paillole, Service historique de l'armée de terre, cote 1 K 545.
- Jean Kessler, « Les archives privées du colonel Paul Paillole », in Revue historique des armées, no 248, Service historique de la Défense, 2007.

### Source partielle
- Hervé Lemoine, Sébastien Laurent, Stéphane Simonnet et Guillaume Zeller, Histoire orale. Inventaire analytique des sous-séries 3 K et 4 K, Ministère de la Défense, Service historique, tome II, p. 105-116

### Podcast
- Mémoires du siècle - Colonel Paul Paillole (1re diffusion : 9 août 1996 ; rediffusion : 13 mai 2023), « Les nuits de France Culture ») [audio]